# Андиевы
Анди́евы (осет. Андиатæ) — осетинская фамилия.

## Антропонимика
Из чеч.-инг. андий (мн.ч. от онда) — ‘крепкий, твердый, сильный, прочный’.

## Происхождение
Андиевы жили в верхней части Куртатинского ущелья, в селении Хилак. По одной из версий, фамилия произошла от горца (не куртатинца), покинувшего родные места из-за кровной мести. По другим фольклорным источникам, корни Анди следует искать в одноимённом дагестанском ауле (Анди). Большинство Андиевых считают своего предка старшим из потомства Зарионовых. В разных вариантах указывается различное число его братьев (от двух до пяти). Чаще всего называются Гути, Камбек, Дзестел, Арчин и Джига, которые жили в XVI веке и от них произошли пять осетинских фамилий.
Родовое село Андиевых, в наши дни разрушенное, некогда состояло всего из восьми дворов: шесть принадлежало Андиевым, два — Елоевым.

## Расселение
В Осетии проживает 45 семейств Андиевых. Живут они в Елхоте, Беслане, Н. Батакаюрте, Нарте, Алагире, Харисджине, Карджине, — где одна, где 2-3 семьи. Родившиеся и выросшие в Елхоте Андиевы: Алимурза Коколаевич живёт в г. Нальчике, Гатте (Кантемир) — в Кизляре, Рамазан Бимболатович — в Кочубее, сын Рамазана Георгий — в Махачкале.

## Генеалогия
Родственными фамилиями (осет. æрвадæлтæ) являются — Арчиновы, Гутиевы, Дзестеловы, Камбеговы.

## Известные носители
- Тепсарико (Теба) Забеевич Андиев (1860–1925) — осетинский народный сказитель.[5]
- Тимур Черменович Андиев (р. 1994) — молодой художник, работает в стиле современного авангарда.[6]

Спортсмены
- Геннадий Петрович Андиев (1942–1978) — советский тренер по вольной борьбе.
- Сергей Петрович Андиев (1946–2002) — советский и российский борец вольного стиля, заслуженный тренер СССР.
- Сослан Петрович Андиев (1952–2018) — советский борец вольного стиля, тренер, государственный деятель.